# سیم بولار
سیم بولار (انگلیسی: Sim Bhullar؛ زادهٔ ۲ دسامبر ۱۹۹۲) بازیکن بسکتبال اهل کانادا است.
از باشگاه‌هایی که در آن بازی کرده‌است می‌توان به ساکرامنتو کینگز اشاره کرد.
وی در مسابقات کشوری و بین‌المللی در مجموع برندهٔ ۱ مدال نقره، ۱ مدال برنز شده‌است.